# Direcció general de Relacions amb les Corts
La Direcció general de Relacions amb les Corts és un òrgan de gestió del Ministeri de la Presidència, Relacions amb les Corts i Igualtat que depèn orgànicament de la Secretaria d'Estat de Relacions amb les Corts.

## Funcions
Corresponen directament a la Direcció general de Relacions amb les Corts les següents funcions:
- La informació, coordinació i assistència al Govern en les seves relacions amb les Corts Generals.
- El suport i assistència al Secretari d'Estat de Relacions amb les Corts en les reunions de la Junta de Portaveus de les Cambres, així com la seva substitució quan calgués.
- L'estudi, seguiment i coordinació en les cambres legislatives del programa legislatiu del Govern, dels projectes de llei, dels tractats i convenis internacionals i de les proposicions de llei.
- Els estudis, treballs de documentació i actuacions preparatòries relacionats amb la presa en consideració de les proposicions de llei.
- Els estudis, treballs de documentació i actuacions preparatòries relacionats amb la tramitació de les proposicions no de llei i les mocions presentades davant el Congrés dels Diputats i davant el Senat.
- L'assessorament i l'assistència tècnica al titular de la Secretaria d'Estat en relació amb la preparació i coordinació del programa legislatiu del Govern.
- L'obtenció de la informació necessària en relació amb les preguntes amb resposta escrita, sol·licitud d'informes i peticions de particulars i el seu trasllat a les Càmeres.
- L'avaluació, informe i assistència al Govern i als diferents ministeris sobre les iniciatives parlamentàries.
- El seguiment dels compromisos adquirits pel Govern davant el Congrés dels Diputats i davant el Senat.
- La gestió i tractament de tota la documentació de caràcter parlamentari necessària per al compliment de les funcions de la Secretaria d'Estat de Relacions amb les Corts.
- El suport i assistència al Secretari d'Estat en la coordinació administrativa del Govern en les seves relacions amb les Corts Generals i, especialment, en la coordinació de les assessories parlamentàries dels diferents gabinets ministerials.

## Estructura
D'aquesta Direcció general depenen els següents òrgans:
- Subdirecció General de Coordinació Legislativa.
- Subdirecció General d'Iniciatives Parlamentàries.
- Subdirecció General de Control Escrit.
- Subdirecció General de Propostes Normatives i Documentació Parlamentària.

## Titulars
Des de la seva creació en 1986, ha tingut els següents titulars:
- María Soledad Mestre García (1986-1988)
- Jesús Rubí Navarrete (1988-1993)
- Francesc Vendrell Bayona (1996-1999)
- María Esther García Romero-Nieva (1999-2000)
- Francisco Marhuenda García (2000-2001)[4]
- María Luisa Cano de Santayana Ortega (2001-2004)
- José Luis de Francisco Herrero (2004-2009)
- Elena García Guitián (2009-2012)[5]
- Ignacio Carbajal Iranzo (2012-2018)[6]
- Mercedes Cabrera Orejas (2018-)[7]